# Успенский собор Почаевской лавры
Успенский собор (Собор Успения Пресвятой Богородицы) — главный соборный храм Почаевской лавры.

## История

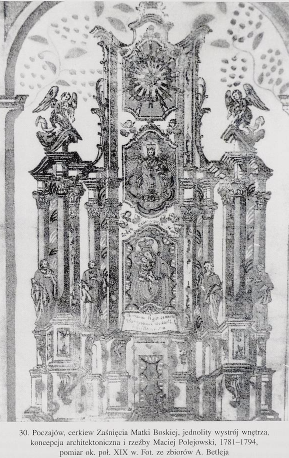
Главный алтарь, василиане

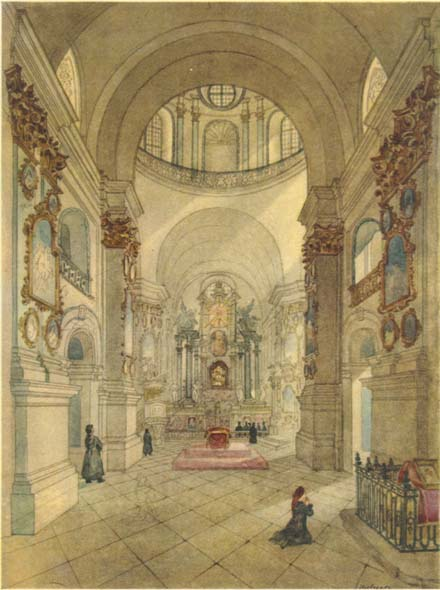
Тарас Шевченко. Интерьер Собора Почаевской Лавры, 1846

Примерно с 1649 года на месте нынешнего Успенского собора стоял каменный Троицкий храм, возведённый на средства Феодора и Евы Домашевских. Между 1730 и 1736 годами монахи-униаты заготовили кирпичи для строительства нового храма, но работа не начиналась из-за нехватки средств.
Строительству Успенского собора предшествовала история, произошедшая в 1759 году с Николаем Василием Потоцким. Он происходил из римско-католической семьи (хотя среди предков была кузина православного митрополита Петра Могилы, православная Мария Могилянка), но его противоречивый характер воплощал в себе худшие черты тогдашней польской аристократии. Однажды он проезжал в карете мимо Почаева. Что-то случилось на дороге, лошади рванулись в сторону, опрокинув карету и выбросив Потоцкого и его кучера, а затем вместе с перевёрнутой каретой ускакали прочь. Имея гневный нрав, он с отборной руганью выхватил пистолет, и кучер сразу понял, что настал последний миг в его жизни. Он только успел повернуться в сторону монастыря, который виднелся на горе, и воскликнуть: «Матерь Божья, прелестная в иконе Почаевской, спаси меня…». Щелкнул курок … — осечка. Потоцкий прицелился ещё раз — осечка. Стряхивает пистолет, нажимает на курок в третий раз — снова осечка. Потоцкий ошарашенно посмотрел на свой пистолет, который ещё ни разу не подводил его, перевёл свой взгляд на кучера, полумёртвого от ужаса, но с огоньком какой-то надежды в глазах, затем он возвращает свой взгляд на монастырь, который виднеется вдали. В этот момент он понял, что что-то сильнее спасло жизнь человеку. Постепенно у него исчез гнев и ему вдруг очень захотелось узнать, что это за чудотворная икона, к которой воскликнул кучер. Вскоре ему возвратили лошадей, и Потоцкий, изменив свой путь, поехал прямо в Почаев, вошёл в храм, и увидев, наконец, ту икону, всмотрелся в неё и со слезами покаянной молитвы опустился на колени перед чудотворным образом Почаевской Божьей Матери. Этот случай навсегда изменил Потоцкого в лучшую сторону. Вскоре Потоцкий стал греко-католиком, то есть переходит из латинского в восточный обряд, вспомнив, видимо, о православном вероисповедании своей прабабушки Марии. Всю свою энергию, которая тратилась до сих пор часто напрасно, все свои огромные средства, которые до сих пор он часто тратил на прихоти, он начал отдавать в пользу монастырю.
Намерение оплатить возведение нового храма Потоцкий высказал ещё в 1761 году, но архитекторы, с которыми проводились предварительные консультации, предлагали разные решения, и это оттягивало начало. Состояние сооружений монастыря требовало реконструкции, поэтому Потоцкий завязал тесные отношения с о. Ипатием Белинским, который был в то время одним из архитекторов Успенского собора, и с помощью которого укрепил здание после обвала. Позже именно пожертвования Потоцкого позволили придать храму современный вид. После многочисленных совещаний по перестройке монастыря был принят проект Яна Готфрида Гофмана.
20 февраля 1771 года Ян Готфрид Гофман заключил контракт на строительство нового храма. 3 июля 1771 г. был торжественно заложен первый краеугольный камень. Храм был ориентирован алтарём на север: только таким образом удавалось оставить посреди здания место с отпечатком Стопы Пресвятой Богородицы и одновременно соотнести размеры собора с рельефом холма. Переехав жить в обитель, Потоцкий лично наблюдал за работами. При строительстве пришлось разобрать старый храм Святой Троицы и древний Успенский храм, часть кладки которого вошла в состав опорных сооружений под южным фасадом собора. В 1775 году поправки в проект собора внесла комиссия во главе Петром Полейовским (1734—1776). В том же году работы продолжил архитектор Франциск Ксаверий Кульчицкий, под руководством которого построили в течение 1771—1783 годов трапезную, сформировали под Успенским собором террасу с парапетом. В 1879 году над алтарём собора возведена каменная башня, которая соответствовала архитектуре храма и уравновешивала силуэт здания.
В 1780 году собор был освящён для временного богослужения. Но в 1781 году обрушилась одна из внутренних колонн храма: сказался просчёт относительно последовательности возведения арок и сводов. Однако в конце указанного года мастер Н. Чернецкий уже начал делать кровлю. Он же построил в 1782 году завершение 2-х башен по углам южного фасада. В том же году умер Потоцкий. Перед кончиной он принял униатское пострижение в монашество и был похоронен в крипте под собором. В 1784 году мастер П. Золотницкий закончил сооружение купола. В 1790 году монахи подписали контракт с Матвеем Полейовским по завершению других зданий. В 1791 году завершилось возведение храма; 8 сентября икону Почаевской иконы Божией Матери торжественно внесли в новую святыню. В 1807—1810 годах Лука Долинский оформлял интерьер церкви: иконы для иконостаса, больших и боковых приделов, росписи «Чудес Христовых» на пилястрах, настенная живопись, связанный с историей монастыря (заменён по указанию царя Александра II в 1861 году). Торжественное освящение собора совершил 8 августа 1822 года униатский епископ Луцкий Яков-Адам Окелло-Матусевич
В 1846 году Тарас Шевченко во время посещения монастыря нарисовал интерьер Собора Почаевской Лавры, в частности, изобразил главный алтарь (ныне считается утраченным).
В 1874 году после пожара роспись собора обновляли лаврские художники вместе с академиком Василием Васильевым. Отделочные работы выполнял скульптор Н. Полейовский. Иконостас выполнен по проекту академика Михаила Нестерова. Его украшают 33 иконы, написанные на медных досках академиками Лавровым, Горбуновым и В. Васильевым.

## Архитектура. Интерьер
Собор был построен в стиле позднего барокко. Он возвышается над землёй на 56 м, длина — 54 м, а ширина — 40 м. Его венчает величественный купол. Храм с трёх сторон обрамляет большая терраса-галерея. Над центральным входом собора — икона Успения Божией Матери.
Общая композиция комплекса — террасная, здания расположены на склонах с постепенным повышением до главной доминанты — Успенского собора. Главный фасад по католической традиции украшают две башни под углом 45° к главной оси, что подчёркивает всефасадность собора. Первый алтарь похож на католические, с колоннами и статуями на них. В целом композиция с одним центральным куполом на восьмерике и двумя боковыми башнями похожа на кафедральную церковь в Холме и созвучна лучшим образцам казацкого барокко — соборам Черниговского Троицкого и Мгарского (возле Лубен) монастырей на Полтавщине. Особенностью Успенского собора является его ориентация алтарём на север, а не на восток.
Архитекторы придали ему внутри крестообразную форму, разделив аркадами колонн на три части. Богатством красок, линий и форм, граней и ярусов, своим пространством храм манит ввысь. Собор расписан и украшен иконами и изображениями, связанными с историей монастыря и событиями из жизни Спасителя: исцеление слепого брата помещицы Анны Гойской Филиппа в 1597 году, перенесения чудотворной иконы Богородицы на гору Почаевскую, чудесное возвращение инока в обитель из турецкого плена, беснования жены Фирлея, посягнувший на святую икону Богородицы, Потоцкий и его кучер, Христос и раскаявшаяся грешница, воскрешение сына Наинской вдовы, Христос в доме Марфы и Марии. Золотыми буквами слева направо — православный Символ веры. Как завершение росписи на алтарной стене огромное изображение Божией Матери в огненном столпе — начало истории обители.
На хорах две церкви: справа — во имя святителя Николая Чудотворца, слева — во имя святого благоверного князя Александра Невского. Службы в них происходят только на Светлой Седмице. Освящены они в память посещения монастыря императорами Николаем I и Александром II.
Первоначально собор имел несколько приделов, в частности, главный, который нарисовал Тарас Шевченко. Во время приспособления храма для нужд Русской православной церкви значительная часть католических культовых предметов была уничтожена или изъята из храма.
Нынешний внутренний вид храма сформировался в XIX веке. Сохранились здесь и части более раннего убранства. Иконостас, именуемый Царским, подарен российским императором Александром II в память посещения Лавры в 1859 году и установлен в 1861 году. Работами по установке иконостаса руководили Журавский Д. И., Нестеров Ф. И. На уровне 3-го яруса иконостаса над изображением Тайной вечери, на лентах укреплена чудотворная Почаевская икона Божией Матери (в ранние утренние часы, по установленному в обители порядку, святыня опускается на уровень человеческого роста для целования её верующими).
В юго-восточной части собора, у подножия одной из колонн (на стороне, повёрнутой внутрь центрального нефа), в 1883 году установлен киот, работы С. Ф. Верховцева, над местом, где ниже уровня пола храма покоится участок скалы со следом Стопы Пресвятой Богородицы. Подходя сюда и прикладываясь к изображению Стопы, верующие получают из рук иеромонаха воду, которая до сих пор вытекает из чудотворного следа на камне.
Над киотом обращают на себя внимание две пилястры, которые отличаются от других пилястр собора тем, что не расписаны живописью, а покрыты зеркалами — этот элемент убранства остался со времён униатов. С тех же времён сохранились прикреплённые на стенах собора по внутреннему периметру центрального нефа большие иконы в позолочённых рамах, написанные в 1770-х годах. В 1869 году в храме случился пожар, после которого в 1870-х годах стены украсили новой живописью. Многие композиции посвящены местной истории.
У западной стены внутри храма в 1894 году установлен надгробный памятник архиепископу Волынскому Палладию (Ганкевичу) (единственный православный архиерей, похороненный в Почаевской обители), который жил в лавре на покое с 1889 года. В крипте (склепе) покоятся останки Феодора и Евы Домашевских, перенесённые сюда из старого храма Святой Троицы и Николая Василия Потоцкого, вл. Палладия.
В соборе две лаврские святыни: Исцеляющая Стопа Божией Матери и её чудотворная икона.
В алтаре храма находится икона Божией Матери Геронтиссы. По благословению архиепископа Волынского и Житомирского Модеста (Стрельбицкого) священнослужители перед началом богослужения испрашивали перед иконою благословение на начало службы.

## Галерея

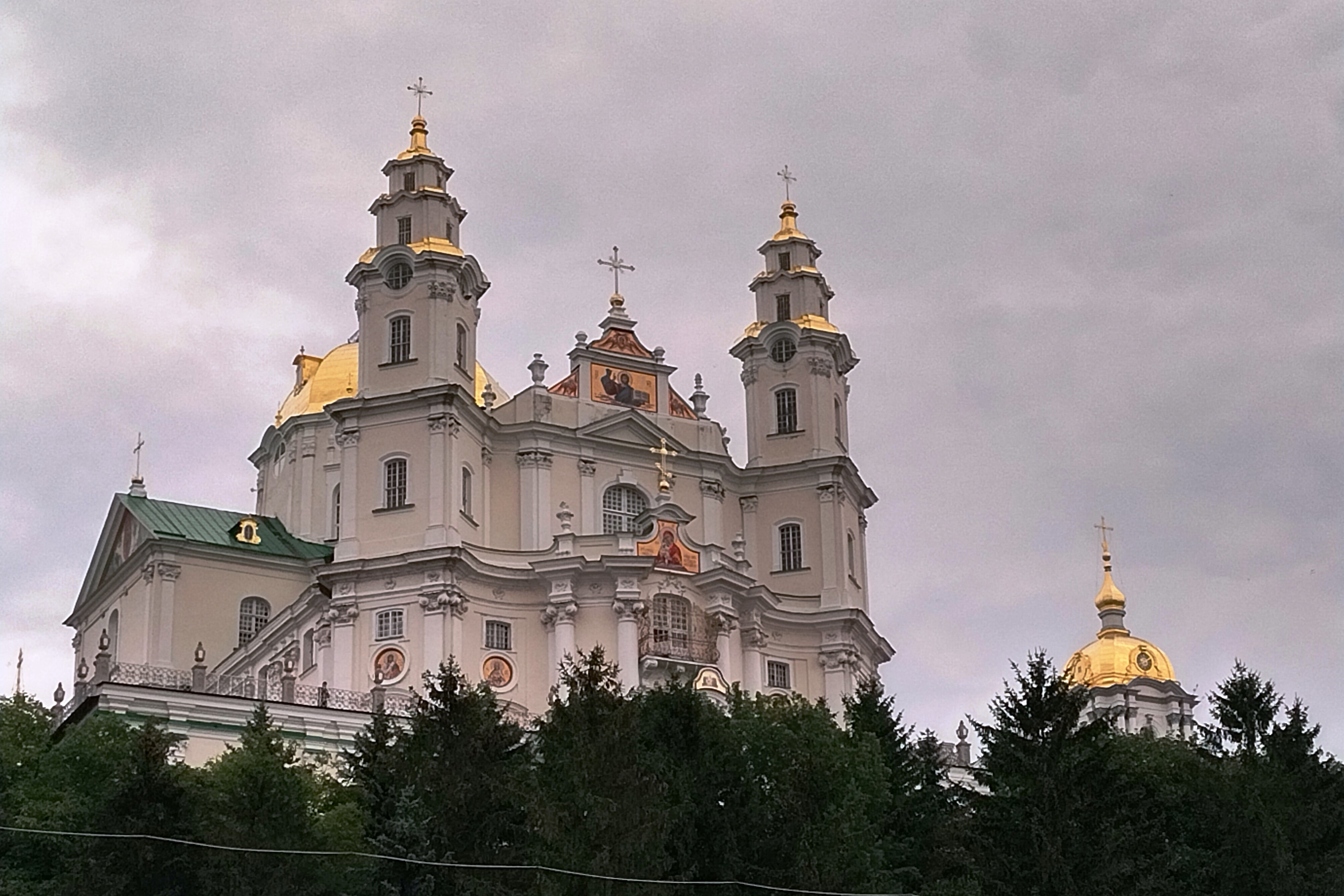
Вид на собор со стороны Радивиловской улицы
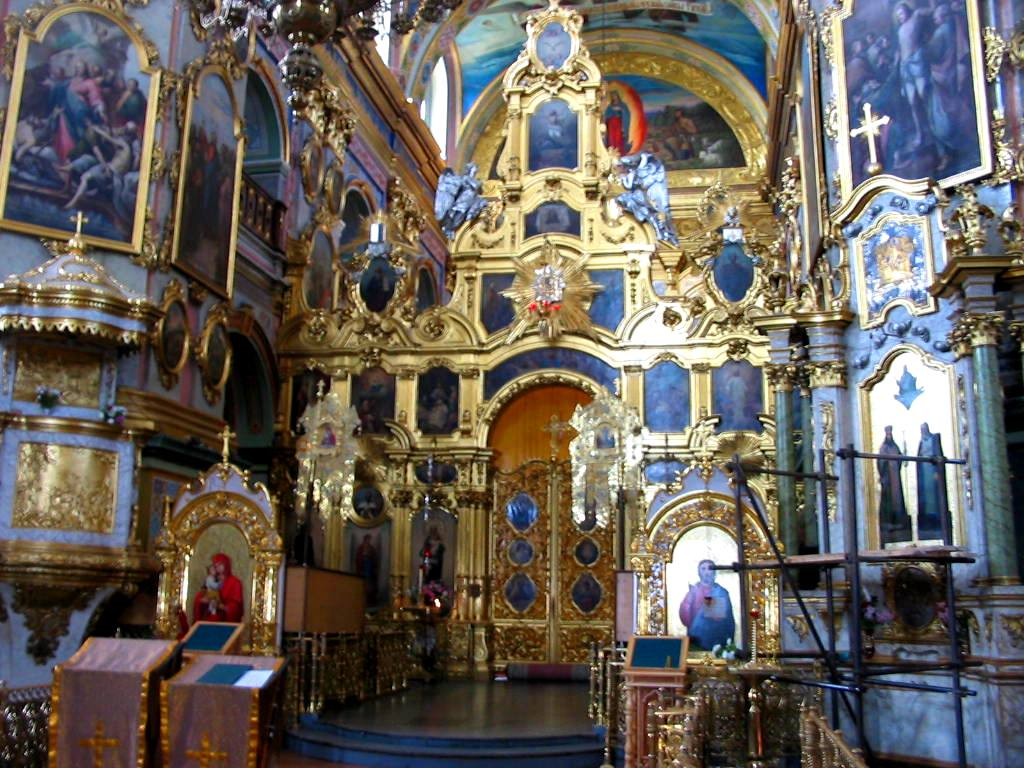
Матвей Полейовский. Иконостас собора
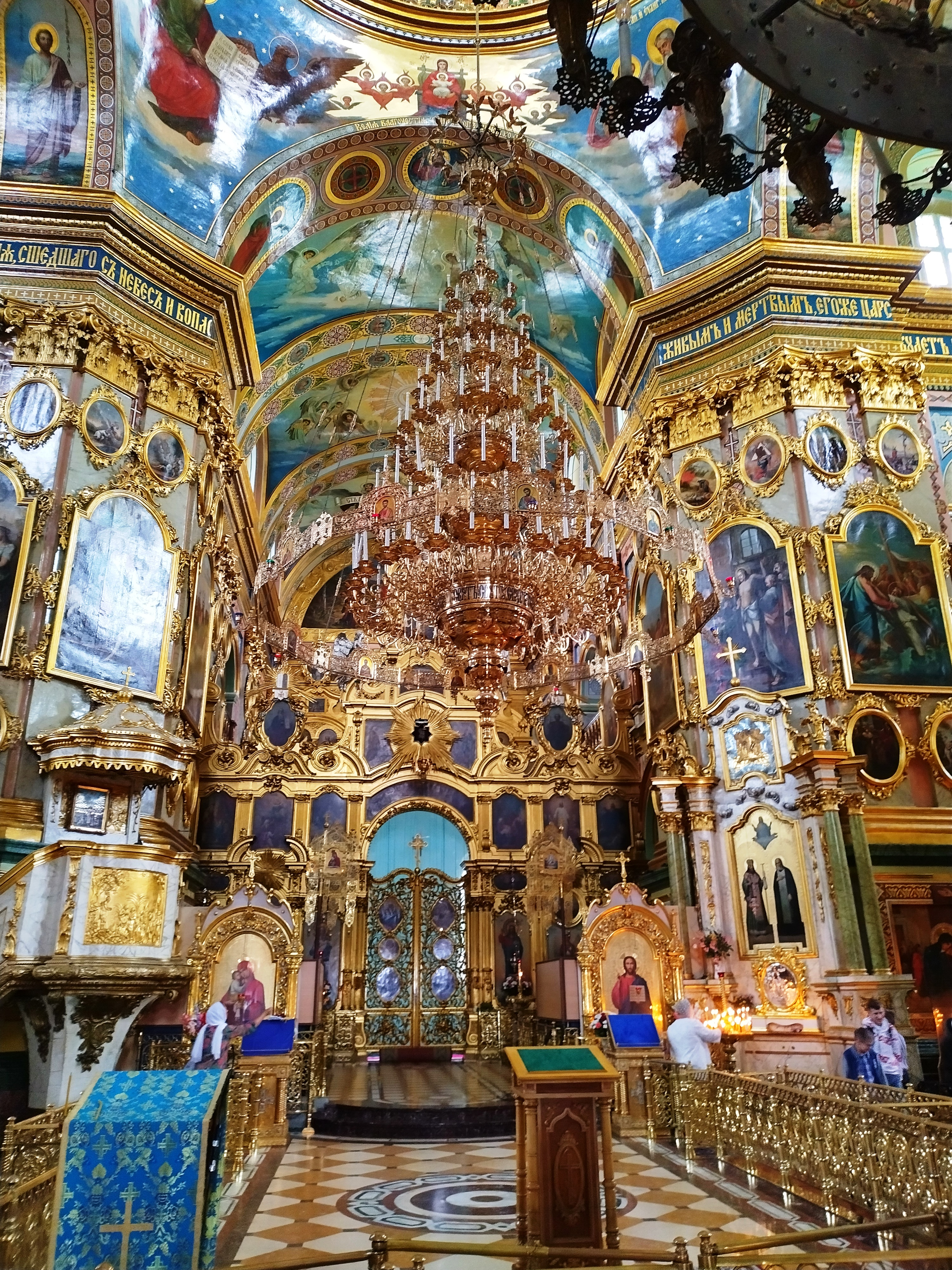
Иконостас собора после реставрации (август 2021 года)
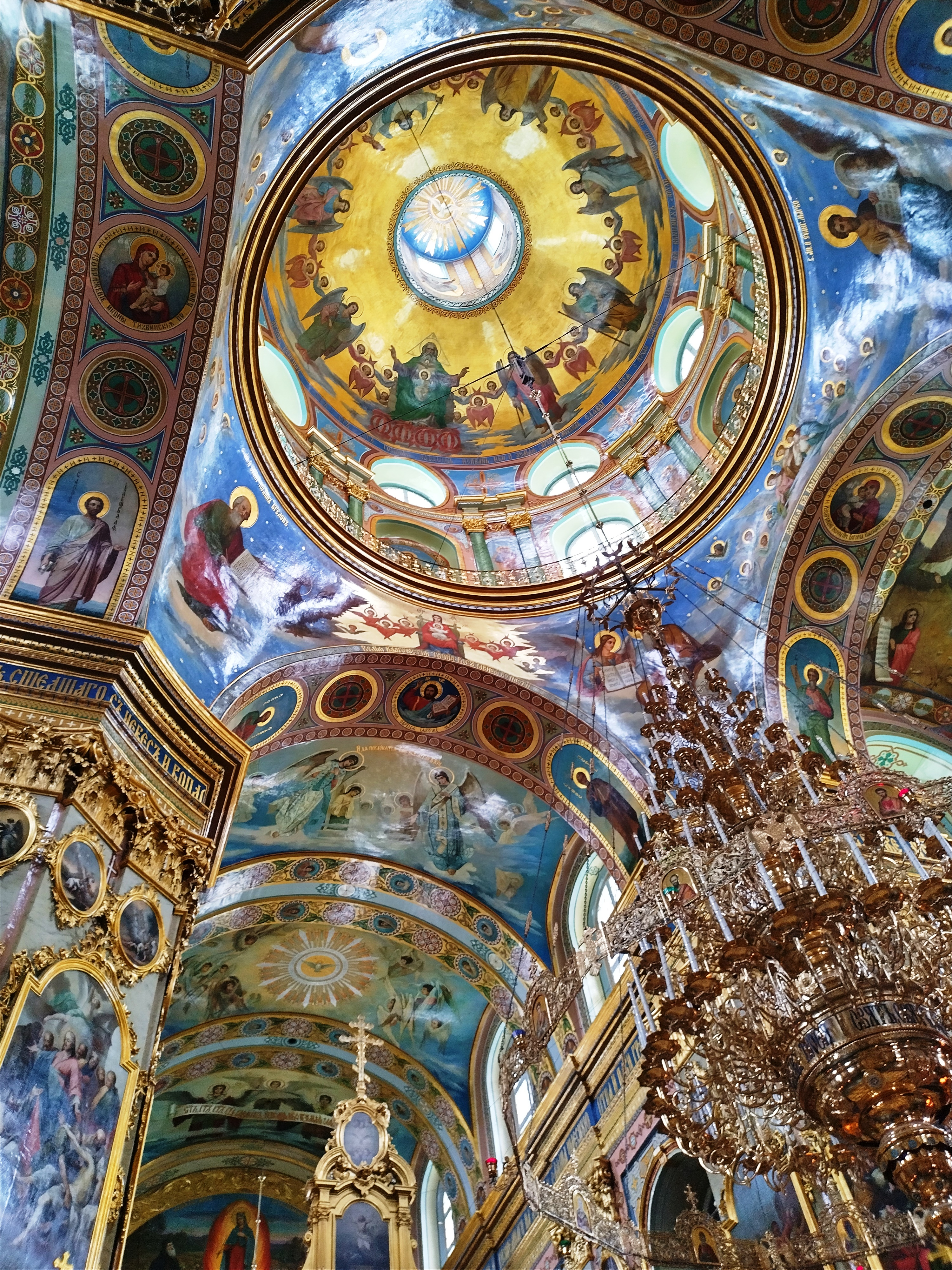
Купол
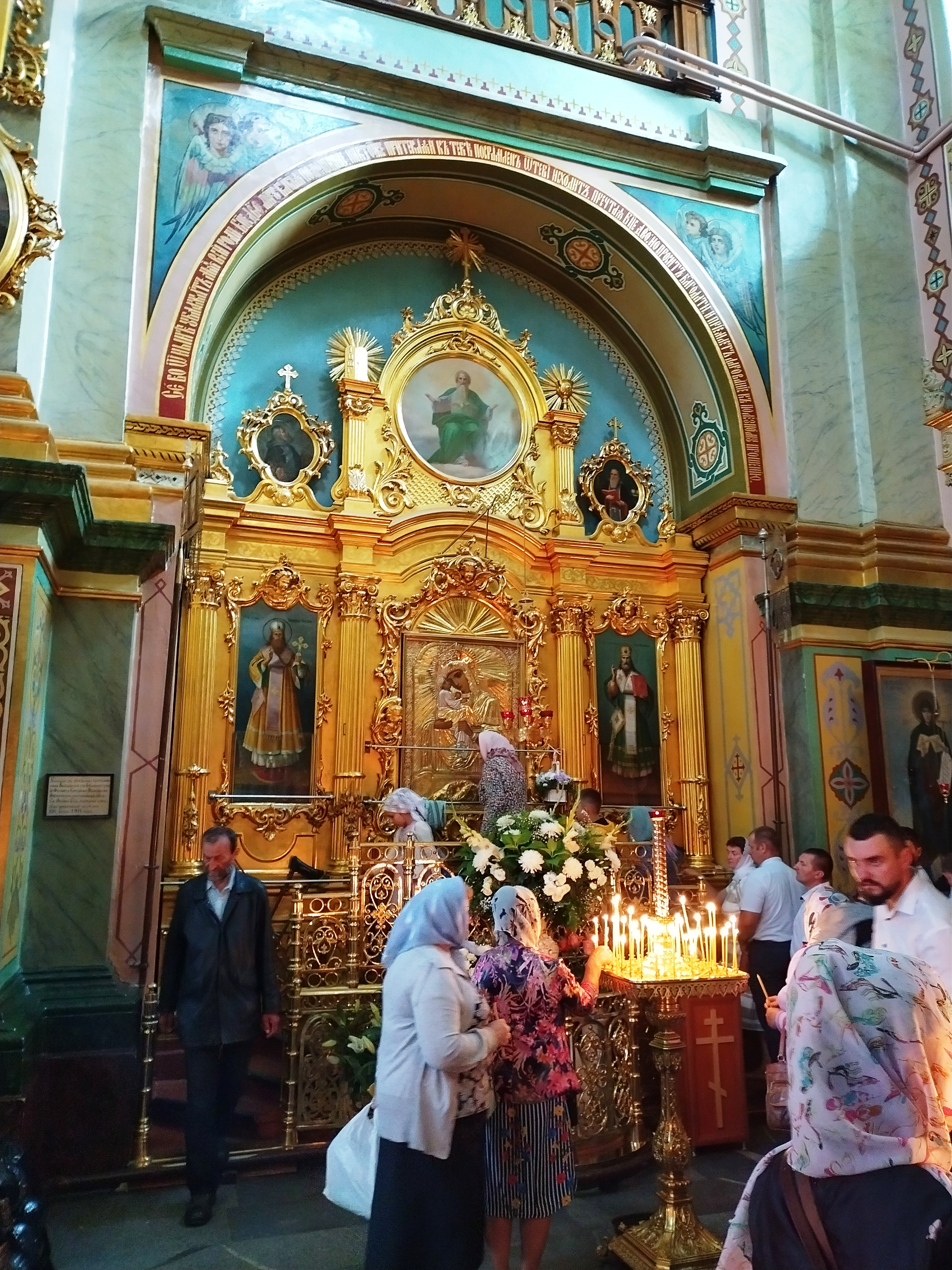
Исцеляющая Стопа Божией Матери
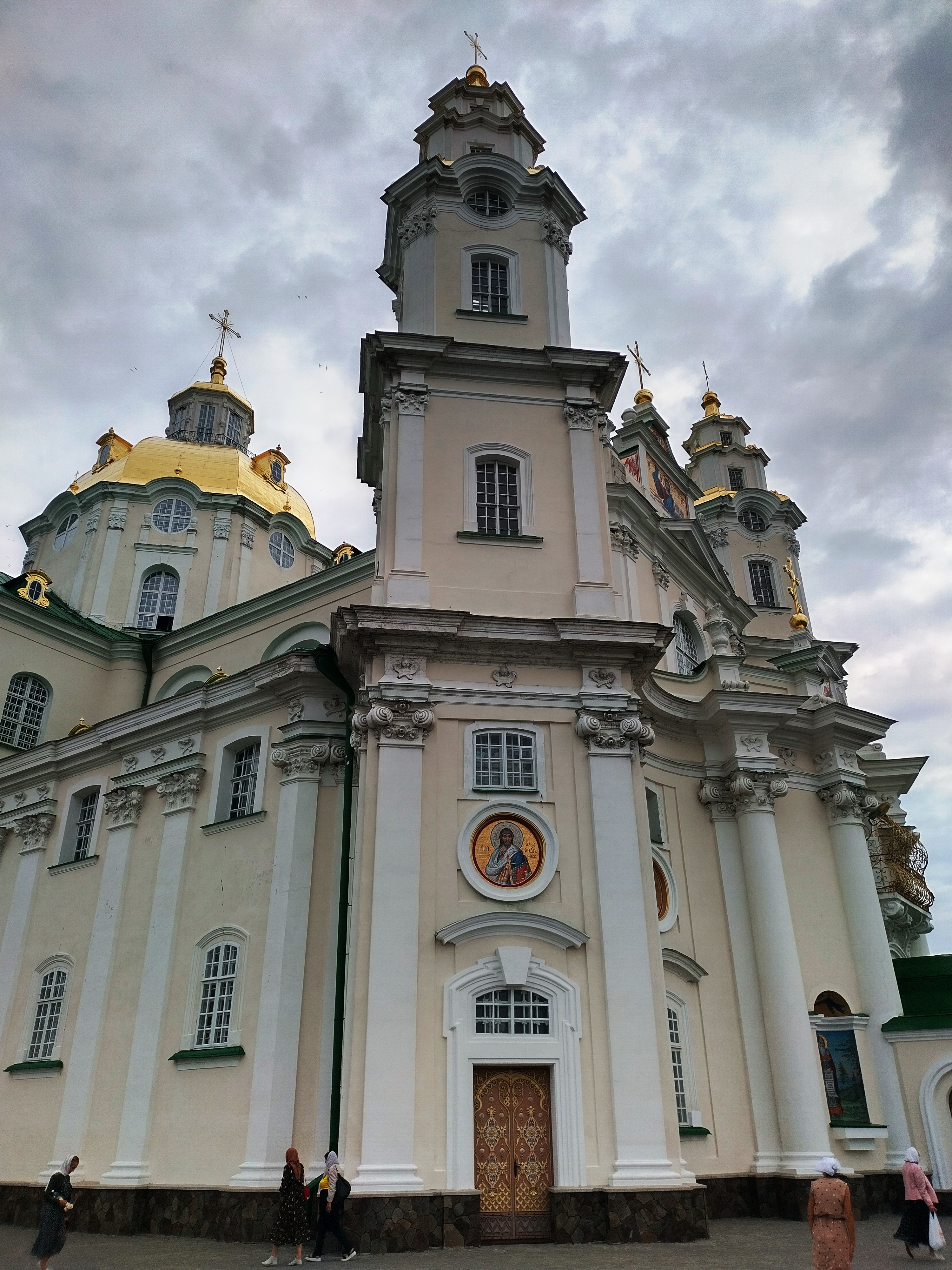
Одна из соборных башен

## Ссылка
- Сайт Почаевской лавры.
- Архитектура Почаевской лавры
- Свято-Успенская Почаевская лавра. Сайт Кременецко-Почаевского государственного историко-архитектурного заповедника.